# Mikhàilovka (Omsk)
Mikhàilovka - Михайловка (rus) - és un poble de l'óblast d'Omsk, a Rússia, que en el cens del 2010 tenia 149 habitants. Pertany al districte rural de Mariànovka.